# 더글러스 DC-8
더글러스 DC-8은 더글러스 에어크래프트에서 개발한 4발 협동체 제트 여객기로, 1958년에 첫 생산되어 1972년에 단종되었다.

## 제원 및 정보
- 엔진 : 4기 (프랫 앤 휘트니 JT3D 계열로 주로 이용됨)
- 폭 : 43.41m
- 길이 : 45.87m
- 높이 : 12.91m
- 최대 이륙중량 : 161,030kg
- 최대속도 : 마하 0.82 ( 역대 최고속도 : 마하 1)
- 항속거리 : 6,600km
- 최대 좌석수 : 196석
- 최초 비행일 : 1958년 5월 30일

## 사건 및 사고
- 일본항공 472편 납치 사건

## 같이 보기
- 보잉 707
- 드 하빌랜드 DH.106 코멧
- 일류신 Il-62
- 투폴레프 Tu-104
- 콘베어 CV-880